# Rzeki Wielkie
Rzeki Wielkie – wieś w Polsce położona w województwie śląskim, w powiecie częstochowskim, w gminie Kłomnice.
Do 1947 roku istniała gmina Rzeki. W latach 1975–1998 miejscowość administracyjnie należała do województwa częstochowskiego.

## Zabytki

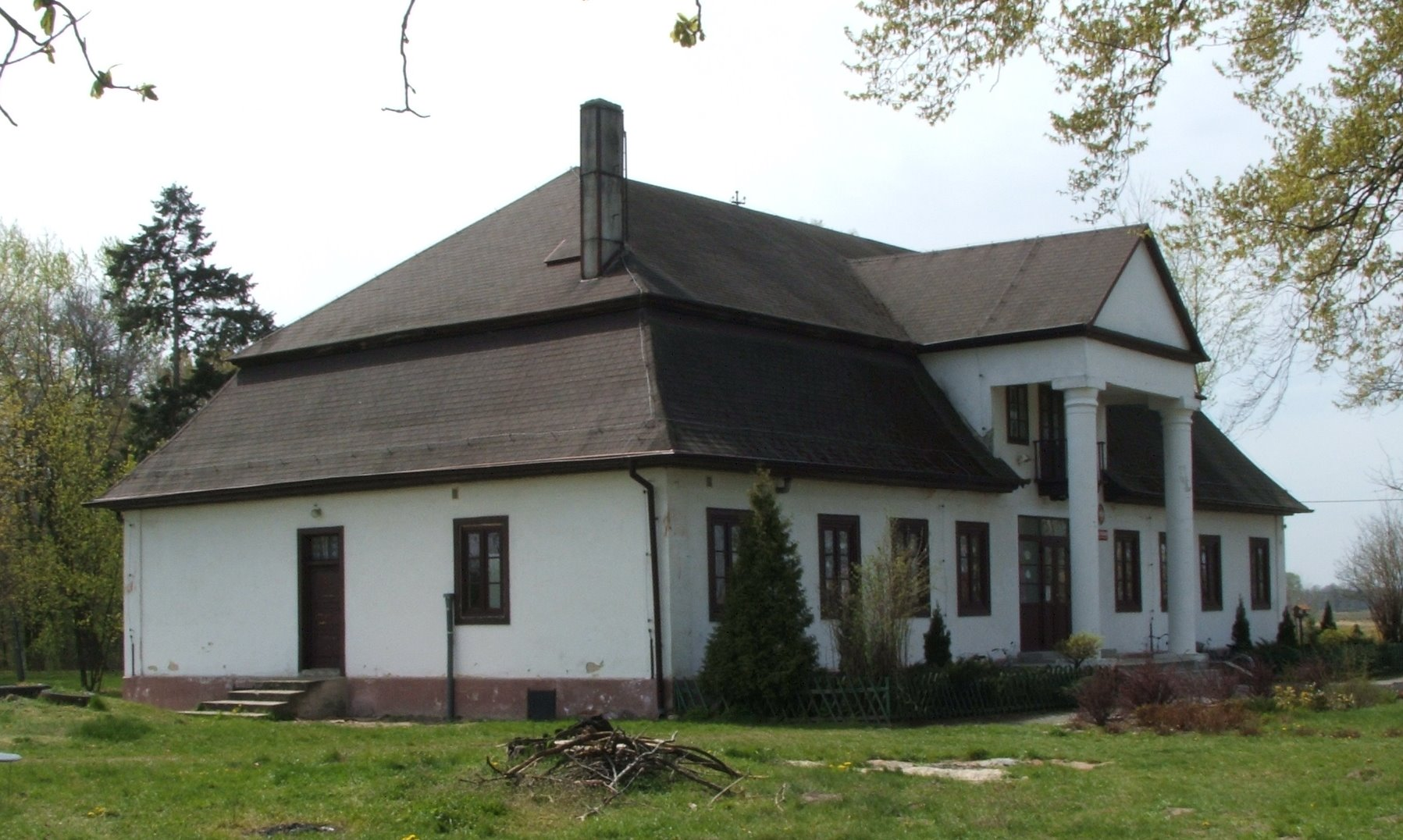
Zabytkowy dworek w Rzekach Wielkich

Zespół dworski w Rzekach Wielkich (w tym dwór drewniano–murowany i park) powstał około 1790 r. i zajmuje 2,33 ha powierzchni ziemi. Obecnie istniejący dwór jest parterowy, pochodzący z lat około 1808-10 roku. 
Poprzedni dwór przedstawiony na mapie z 1791 roku miał odmienną orientację i inny układ folwarków. W XVI wieku właścicielami dóbr byli Rzeccy, w XVIII wieku i do 1821 roku Komorniccy. Od roku 1874 Chrzanowscy, Szwajcerowie i Łąccy. W okresie międzywojennym właścicielem był Aleksander Chrzanowski. Zabudowania folwarczne zostały rozebrane po 1945 roku.
Obecnie w budynku dworu mieści się Zespół Szkół w Garnku Szkoła Podstawowa w Garnku Filia w Rzekach Wielkich oraz przedszkole.